# Husbyharde
Die Husbyharde (dänisch: Husby Herred) war eine Harde in Schleswig. Noch heute ist sie als Landschaftsbezeichnung bekannt. Das Gebiet der Husbyharde liegt im nordwestlichen Angeln.
Die Halbinsel Angeln bestand in der Wikingerzeit aus zunächst fünf Harden, die zum Istathesyssel gehörten. Hauptort der Husbyharde war Husby. Es war also über lange Zeit Sitz der Husbyharde. Zur Husbyharde zählten die Kirchspiele Husby, Hürup, Adelby (die Keimzelle Flensburgs), Rüllschau und Grundhof, Glücksburg, ursprünglich auch Munkbrarup (Vgl. Munkbrarupharde). Geistlicher und adeliger Besitz wurde jedoch im Spätmittelalter der Jurisdiktion der Harde entzogen und ihr teilweise erst 1853 wieder untergeordnet.
Die Thingstätte der Husbyharde befand sich nahe einer Weggabelung nahe der heutigen St. Vincentus Kirche in Husby (vgl. Husbyfeld), später im alten Husbyer Dorfkrug. Das Hardesting fungierte bis 1867, als der Bezirk zum neu geschaffenen Amtsgericht in Flensburg gelegt wurde, als Untergericht.
Das Symbol der Husbyharde ist ein stilisiertes Holzhaus mit angedeuteter Kreuzblume. Das Symbol ist im Wappen der Gemeinde Husby und im Angler Wappen abgebildet. Zeitweise wurde auch die Darstellung zweier gekreuzter Pfeile mit einem Herz davor als Symbol für die Husbyharde verwendet.
Später kam die Husbyharde zum Amt Flensburg, dem späteren Kreis Flensburg.

Das Angler Wappen mit dem Holzhaus der Husbyharde (oben links)
Das Wappen von Husby mit dem Holzhaus
Das Wappen von Dollerup mit dem selteneren Zeichen, bestehend aus Herz und Pfeilen, für die Husbyharde
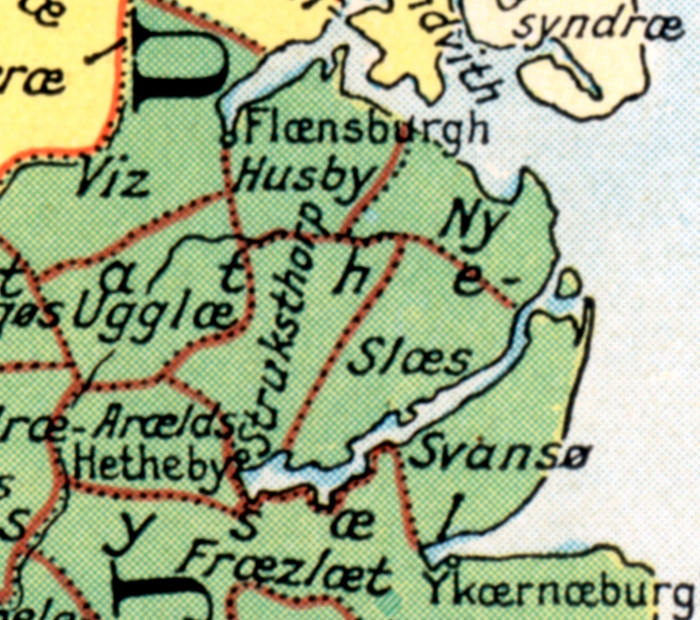
Karte Angelns mit der ursprünglichen Ausdehnung der Husbyharde, welche noch das Gebiet der Munkbrarupharde beinhaltete